# 王良五
仙后座λ，又名BD+53 82，HD 2772、SAO 21489、HR 123，是仙后座的一颗恒星，视星等为4.73，位于銀經120.05，銀緯-8.24，其B1900.0坐标为赤經0h 26m 15.1s，赤緯+53° -8.24′ 13″。